# Макрон (диакритичен знак)
Макрон е диакритичен знак – хоризонтална черта, която се поставя над буква, обикновено такава за гласен звук. Името му идва от гръцкото μακρόν ‘дълъг’, тъй като първоначално е бил използван за обозначаване на удължени и тежки срички в гръко-римската поетична метрика. Днес той по-често обозначава дълга гласна. В Международната фонетична азбука макронът се използва за отбелязване на среден тон; знакът за дълга гласна там е модифицирано триъгълно двоеточие ⟨ː⟩.
Обратният знак е бревис ⟨˘⟩, който означава къса или лека сричка или къса гласна.
|  | Тази страница частично или изцяло представлява превод на страницата Macron (diacritic) в Уикипедия на английски. Оригиналният текст, както и този превод, са защитени от Лиценза „Криейтив Комънс – Признание – Споделяне на споделеното“, а за съдържание, създадено преди юни 2009 година – от Лиценза за свободна документация на ГНУ. Прегледайте историята на редакциите на оригиналната страница, както и на преводната страница, за да видите списъка на съавторите. ВАЖНО: Този шаблон се отнася единствено до авторските права върху съдържанието на статията. Добавянето му не отменя изискването да се посочват конкретни източници на твърденията, които да бъдат благонадеждни. |